# Cybianthus steyermarkianus
Cybianthus steyermarkianus är en viveväxtart som först beskrevs av G. Agostini, och fick sitt nu gällande namn av G. Agostini. Cybianthus steyermarkianus ingår i släktet Cybianthus, och familjen viveväxter. Inga underarter finns listade i Catalogue of Life.